# 영암도포중학교
영암도포중학교(靈巖都浦中學校)는 대한민국 전라남도 영암군 도포면 구학리에 있는 공립 중학교이다.

## 학교 연혁
- 1972년 3월 1일 : 초대 김남 교장 부임
- 1972년 3월 9일 : 영암도포중학교 개교
- 2010년 6월 18일 : 체육관(도포누리) 준공
- 2023년 3월 1일 : 제17대 채형렬 교장 부임
- 2025년 2월 7일 : 제51회 졸업식(남 2명, 여 1명 계 3명) (졸업생 총 수 4,073명)

## 참고 자료
- 영암도포중학교 - 한국교육학술정보원 학교알리미